# Way of Life
Way of Life è un brano musicale del rapper di New Orleans Lil Wayne, pubblicato come primo singolo estratto dall'album 500 Degreez. Il brano figura la partecipazione di Big Tymers e TQ.
Il brano utilizza un campionamento di Don't Look Any Further di Dennis Edwards featuring Siedah Garrett.
Il video è stato girato a New Orleans il 14 aprile del 2002.

## Tracce
12" Vinyl
1. Way of Life (Main) - 4:05
2. Way of Life (Clean) - 4:02
3. Way of Life (Instr.) - 4:00
4. Way of Life (TV Track) - 4:00

## Classifiche
| Classifica (1999/2000)               | Posizione Più alta |
| ------------------------------------ | ------------------ |
| U.S. Billboard Hot 100               | 71                 |
| U.S. Billboard Hot R&B/Hip-Hop Songs | 23                 |
| U.S. Billboard Hot Rap Tracks        | 16                 |